# Harmonice Musices Odhecaton

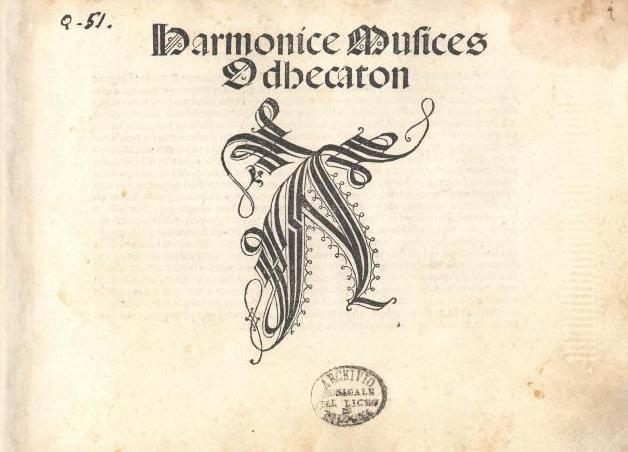
Frontispici del Odhecaton A, conservat al Museu Internacional de la Música i Biblioteca Musical de Bolonya, Itàlia

Harmonice Musices Odhecaton  o simplement  Odhecaton  és un llibre de música renaixentista publicat el 1501 a Venècia, per Ottaviano Petrucci. És una col·lecció de 96 cançons polifòniques seculars a tres o quatre parts de compositors en la seva majoria francoflamencs, entre ells Johannes Ockeghem, Josquin des Prez, Antoine Brumel, Crispinus van Stappen, Antoine Busnois, Alexander Agricola, Giordano Pasetto i Jacob Obrecht.
Va ser el primer llibre de música imprès utilitzant tipus mòbils i va tenir una gran influència en la publicació d'obres musicals i en la disseminació del repertori francoflamenc. L'editor Petrucci va emprar el procediment d'impressió triple, imprimint primer els pentagrames, després els textos i finalment les notes.

## Nota
1. ↑   Edita Enciclopèdia Espasa, vol. 57, pàg. 994. (ISBN-84-239-4557-X)
2. ↑  Boorman, Selfridge-Field, and Krummel.
3. ↑  Gleason, p. 114